# Eija Ahvo
Pour les articles homonymes, voir Ahvo.
Eija Helena Ahvo-Saartamo, née le 31 janvier 1951 à Juankoski (Finlande), est une actrice, doubleuse et chanteuse finlandaise.

## Biographie
Eija Ahvo fréquente l'école Juantehta, dans la même classe que Juice Leskinen.
Elle obtient son diplôme en 1971 puis étudie le théâtre à l'École de théâtre finlandaise en 1973-1977.
Eija Ahvo a également travaillé comme professeur de chant et d'expression à l'Académie Sibelius, dans des universités de sciences appliquées, des écoles de musique, des écoles et des entreprises. Depuis 1986, elle est ambassadrice de bonne volonté de l'UNICEF.
En 2018, Eija Ahvo reçoit la médaille Pro Finlandia.

### Vie privée
Eija Ahvo est mariée à Matti Saartamo avec qui elle a deux enfants, les acteurs Joonas Saartamo et Venla Saartamo. Elle vit à Veikkola, Kirkkonummi.

## Filmographie partielle

### Au cinéma
- 1976 : Ihmissydän
- 1977 : Kevään herääminen :  Wendla
- 1978 : Nuorallatanssijan kuolema eli kuinka Pete Q sai siivet (fi) :  Esmeralda
- 1978 : Itsenäinen runo
- 1979 : Pietarin miilu :  tyttö
- 1982 : Ihmeellinen maalari
- 1982 : Ulvova mylläri (fi) : Sanelma Käyrämö
- 1982 : Les Trois Sœurs :  Irina
- 1984 : Pessi ja Illusia : Hiiriäit
- 1988 : La Nuit où l'on a sauvé le père Noël
- 1990 : Vääpeli Körmy ja marsalkan sauva (fi) :  Nutturapää, Katri-Eveliinan äiti
- 1992 : Matka ajassa :  äiti
- 1994 : Kallion kimallus
- 1994 : Hype (fi)
- 2000 : Terveisiä Pc:stä
- 2002 : Luokkajuhla (fi)
- 2006 : Rock’n Roll Never Dies (fi) :  tarjoilija
- 2011 : Hiljaisuus (fi) :  äiti
- 2012 : Kulman pojat (fi) :  Hannele
- 2013 : Fatima :  mummi
- 2014 : Onneli ja Anneli (fi) : rouva Ruusupuu
- 2015 : Onnelin ja Annelin talvi (fi) : rouva Ruusupuu
- 2017 : Onneli, Anneli ja salaperäinen muukalainen (fi) : rouva Ruusupuu

| Télévision | Télévision                                                  | Télévision                             |
| Année      | Titre                                                       | Rôle                                   |
| ---------- | ----------------------------------------------------------- | -------------------------------------- |
| 1985–1987  | Soitinmenot                                                 | monia rooleja                          |
| 1991       | Tiina                                                       | Kaisa                                  |
| 1993–1994  | Kolmannen korvapuusti                                       | monia rooleja                          |
| 1994       | Kultainen salama                                            | Terhin ja Rekon äiti                   |
| 1994–1995  | Jäitä hattuun!                                              | monia rooleja                          |
| 1994–1997  | Les Aventures extraordinaires de Blinky Bill (Vili Vilperi) | Marsa, Puppy, Nanni (voix secondaires) |
| 2000       | Dirlandaa                                                   |                                        |
| 2004       | BumtsiBum!                                                  | Unelma Suolle                          |
| 2005       | Kylmäverisesti sinun                                        | Sanni Partanen                         |
| 2007       | Pelkkää lihaa                                               | Marjatta Hammar                        |
| 2014       | Toisen kanssa                                               | Anna-täti                              |
| 2015       | Syke                                                        | Eliaksen isoäiti                       |
| 2019       | Suden hetki                                                 | Sirkku                                 |
| 2019       | Hillo                                                       | Sirkka                                 |
| 2020       | Sunnuntailounas                                             | edellinen asukas                       |
| 2022       | Helsinki-syndrooma                                          | Tarja Pakulin                          |

## Récompenses et distinctions
- Prix Jussi 1984 de la Meilleure actrice dans un second rôle pour son rôle de Hiiriäit dans Pessi ja Illusia

- (en) Eija Ahvo: Awards, sur l'Internet Movie Database
- Médaille Pro Finlandia